# Paracaloptenus cristatus
Paracaloptenus cristatus är en insektsart som beskrevs av Willemse, F.M.H. 1973. Paracaloptenus cristatus ingår i släktet Paracaloptenus och familjen gräshoppor. Inga underarter finns listade i Catalogue of Life.